# Dev Dev Mukerji
Dev Dev Mukerji (* Januar 1903 in Kharda; † 21. Januar 1937 in Kalkutta, Britisch-Indien) war ein indischer Ichthyologe.

## Leben
Nach seiner frühen Ausbildung in der Dorfschule besuchte Mukerji die H.C.E. School in Andul, wo er seine Reifeprüfung ablegte. Im Jahr 1919 trat er in das St. Xavier’s College in Kalkutta ein und erwarb vier Jahre später seinen Bachelor of Science mit Auszeichnung in Zoologie. Im Jahr 1925 machte er seinen Master of Science an der University of Calcutta in Zoologie und trat 1926 als Assistent in den Zoological Survey of India ein. 1927 veröffentlichte er seine erste Abhandlung über die mopsköpfige Welsart Aoria gulio (heute Mystus gulio). Danach bearbeitete er mehrere Sammlungen aus verschiedenen Teilen Indiens in Zusammenarbeit mit den Mitarbeitern der Abteilung oder unabhängig. Mit Sunder Lal Hora und Baini Prashad beschrieb er mehrere neue Fischarten.
Kurz vor seinem Tod war er mit der Vorbereitung eines Manuskripts über indische Süßwasserfische für den Malaria Survey of India beschäftigt.

## Dedikationsnamen
Hora benannte im Jahr 1935 die Bachschmerlenart Schistura devdevi und im Jahr 1936 die Saugbarbenart Bangana devdevi zu Ehren von Mukerji. M. N. Datta benannte 1936 die an Süßwasserfischen parasitierende Kratzwurmart Neoechinorhynchus devdevi nach Mukerji.

## Erstbeschreibungen von Dev Dev Mukerji
- Bathygobius meggitti (Hora & Mukerji, 1936)
- Dermogenys burmanica Mukerji, 1935
- Devario sondhii (Hora & Mukerji, 1934)
- Esomus ahli Hora & Mukerji, 1928
- Garra salweenica Hora & Mukerji, 1934
- Glyptothorax burmanicus Prashad & Mukerji, 1929
- Glyptothorax prashadi Mukerji, 1932
- Hypsibarbus myitkyinae (Prashad & Mukerji, 1929)
- Indostomidae Prashad & Mukerji, 1929
- Indostomus Prashad & Mukerji, 1929
- Indostomus paradoxus Prashad & Mukerji, 1929
- Lentipes andamanicus (Mukerji, 1935)
- Microphis dunckeri (Prashad & Mukerji, 1929)
- Olyra horae (Prashad & Mukerji, 1929)
- Osteochilus sondhii Hora & Mukerji, 1934
- Parasphaerichthys Prashad & Mukerji, 1929
- Parasphaerichthys ocellatus Prashad & Mukerji, 1929
- Poropuntius burtoni (Mukerji, 1933)
- Poropuntius shanensis (Hora & Mukerji, 1934)
- Pseudolaguvia tuberculata (Prashad & Mukerji, 1929)
- Psilorhynchus homaloptera Hora & Mukerji, 1935
- Rasbora labiosa Mukerji, 1935